# Lamberto Sposini
Lamberto Sposini (Foligno, 18 febbraio 1952) è un giornalista e conduttore televisivo italiano.
Dopo un inizio come giornalista per la carta stampata, ha esordito in televisione in Rai nel 1979; il suo volto è stato associato per lungo tempo al TG5, telegiornale del quale è stato per lungo tempo anchorman e vicedirettore e che ha tenuto a battesimo insieme a Enrico Mentana, Clemente Mimun e altri giornalisti nel 1992. È tornato in Rai nel 2008 per condurre La vita in diretta, trasmissione pomeridiana di approfondimento che ha presentato fino al 2011, anno in cui si è dovuto ritirare a vita privata a causa di problemi di salute.

## Biografia

### Gli esordi e la lunga carriera giornalistica
Sposini è laureato in farmacia presso l'Università degli Studi di Genova.
Inizia la sua carriera giornalistica nel 1973, collaborando con la testata Paese Sera. Divenuto giornalista professionista nel 1978, l'anno seguente viene assunto dalla Rai, dove dapprima conduce il telegiornale regionale dell'Umbria per poi passare, nel 1981, alla rubrica Tam Tam del TG1.
Dal 1979 al 1985 Sposini è inviato dai vari stadi, in particolare dallo Stadio Renato Curi di Perugia e, in alternanza, dallo Stadio Renato Dall'Ara di Bologna nella trasmissione sportiva 90º minuto condotto all'epoca da Paolo Valenti. Nel 1987 è inviato di alcune trasmissioni di Enzo Biagi (tra cui Il caso), mentre l'anno seguente è tra gli ideatori della trasmissione televisiva Unomattina.
Dopo vari anni come conduttore del TG1, nel 1991 passa a Mediaset. Nell'azienda del "Biscione" è tra i fondatori del TG5, di cui diventa vicedirettore nel 1993. All'inizio del 1998 conduce con Barbara Palombelli su Canale 5 il talk show Persiane chiuse, per poi tornare in primavera al TG1 in qualità di vicedirettore. Nel 1999 conduce il talk Serata TG1. Nel 2000, Sposini rientra al TG5 come vicedirettore vicario e responsabile della rubrica Gusto, per poi diventare nel 2005 responsabile della supervisione del settimanale Terra!
Durante un'epidemia di influenza aviaria, alla fine dell'edizione del TG5 del 22 febbraio 2006, mangia in diretta un pollo per sostenere la sicurezza del consumo di prodotti avicoli.
Nella primavera dello stesso anno è protagonista di una diatriba con Carlo Rossella, direttore del telegiornale, originata dal sovrapporsi durante una puntata di notizie circa la campagna elettorale per le imminenti votazioni: postosi autonomamente in ferie dal servizio, abbandonò la conduzione della testata telegiornalistica a fine aprile. Nell'ottobre seguente divenne il direttore editoriale per lo sport di La3.
Sposini è tifoso della Juventus, ed è stato più volte ospite de Il processo di Biscardi: in occasione dello scoppio di Calciopoli le sue conversazioni telefoniche con Luciano Moggi — all'epoca direttore generale della società bianconera — furono oggetto di intercettazione, e l'Ordine dei giornalisti lo sospese temporaneamente dalla professione.
Nel 2007 è uno dei conduttori del programma di Italia 1 Buona la prima! con Ale e Franz. Dal novembre 2007 conduce su Odeon TV il sabato in prima serata Iride, il colore dei fatti, vetrina di reportage di cronaca, costume e società. Sono inoltre numerose le sue apparizioni in qualità di opinionista in talk shows quali La vita in diretta, condotto da Michele Cucuzza su Rai 1, e il Maurizio Costanzo Show, condotto da Maurizio Costanzo su Canale 5. Nella stagione 2007-2008 è stato ospite diverse volte a Domenica in... L'Arena, la parte del talk domenicale di Rai 1 curata e condotta da Massimo Giletti dal 2005. 
Dal 19 novembre 2007 è conduttore di Radionorba, emittente con sede a Conversano in provincia di Bari, e diffusa nel Sud Italia, per la quale, in collegamento da Roma, commentava i fatti del giorno dal lunedì al venerdì alle 8:45 in una rubrica dal titolo Controvento. Dal gennaio 2008 conduce il programma d'informazione Versus, in prima serata sulle emittenti Telenorba e VideoCalabria 8. 
Il 15 settembre 2008 è il nuovo conduttore de La vita in diretta su Rai 1, al posto di Michele Cucuzza; è inoltre giurato nel programma Ciak... si canta!, condotto da Eleonora Daniele, e nel talent show Ballando con le stelle, condotto da Milly Carlucci, oltre ad essere anche opinionista fisso nel talk
Domenica In - L'Arena, condotto sempre da Massimo Giletti su Rai 1. Nelle stagioni televisive 2009-2010 e 2010-2011 verrà confermato alla conduzione del talk pomeridiano di Rai 1 La vita in diretta insieme a Mara Venier, e nella giuria di Ciak... si canta! di Eleonora Daniele. 

### La malattia e il ritiro dalla vita pubblica
Il 29 aprile 2011, poco prima di iniziare a condurre lo speciale della trasmissione La vita in diretta dedicato alle nozze tra il principe William del Regno Unito e Kate Middleton, Sposini viene improvvisamente colpito da un ictus seguito da emorragia cerebrale. Viene ricoverato d'urgenza presso il Policlinico Gemelli di Roma e successivamente sottoposto a un delicato intervento chirurgico per la riduzione dell'emorragia. Il 21 giugno 2011 i medici riferiscono progressivi miglioramenti nelle condizioni del giornalista, che può uscire così dalla terapia intensiva. L'11 luglio 2011 lascia il Policlinico Gemelli in seguito al miglioramento delle sue condizioni e viene trasferito nella clinica riabilitativa "Santa Lucia" a Roma, dove rimane fino al mese di novembre, quando viene trasferito in una clinica privata in Svizzera.
Dopo un periodo trascorso a Umbertide, nella natia Umbria, Sposini si trasferisce a Roma per proseguire le terapie di riabilitazione. In seguito medici, amici e familiari mantengono uno stretto riserbo sulle sue condizioni di salute. Sorsero polemiche sul ritardo nei soccorsi, perché l'ambulanza fu chiamata da un figurante dopo un quarto d'ora (mentre altri cercavano un medico interno della Rai) e arrivò solo dopo 40 minuti, avvisata per un generico malore. Sposini venne portato in un ospedale senza reparto di neurochirurgia e giunse al Policlinico Gemelli dopo due ore dall'ictus, dove, dopo gli esami medici, venne operato, a più di quattro ore dall'inizio del malore. La figlia Francesca e l'ex compagna promossero un'azione giudiziaria davanti al giudice del lavoro di Roma contro la Rai e il medico aziendale per i ritardi causati dalla disorganizzazione della Rai stessa e dall'operato dei medici interni dell'azienda.
Il 19 marzo 2015 è vittima di una caduta che gli procura la frattura dell'omero: si interrompe così il percorso riabilitativo per il giornalista, con l'annuncio dell'abbandono della carriera televisiva. Dopo una lunga riabilitazione, Sposini recupera la motricità e le facoltà cognitive (come mostrato da diverse fotografie da lui pubblicate su Instagram), ma continua a soffrire di afasia e agrafia (capacità di parlare e scrivere limitate o assenti), motivo per cui ha abbandonato la carriera giornalistica, ritirandosi a vita privata.

## Televisione
- TG3 Umbria (Rete 3, 1979-1981)
- 90º minuto (Rete 1, 1979-1982; Rai 1, 1983-1985)
- Tam Tam (Rete 1, 1981)
- Il caso (Rai 1, 1987)
- TG1 (Rai 1, 1988-1991, 1998-2000)
- TG5 (Canale 5, 1992-1998, 2000-2006)
- Persiane chiuse (Canale 5, 1998)
- Serata TG1 (Rai 1, 1999)
- Iride, il colore dei fatti (Odeon TV, 2007)
- Ballando con le stelle (Rai 1, 2007-2011) Giudice
- Domenica in... L'arena (Rai 1, 2007-2011) Opinionista
- Controvento (Telenorba, 2007)
- Versus (Telenorba, 2008)
- Ciak... si canta! (Rai 1, 2008-2010) Giudice
- La vita in diretta (Rai 1, 2008-2011)
- I Nostri Angeli - Premio Luchetta (Rai 1, 2009-2010)